# هنري لاتيمر
هنري لاتيمر (بالإنجليزية: Henry Latimer) هو طبيب وسياسي أمريكي، ولد في 24 أبريل 1752 بنيوبورت في الولايات المتحدة، وتوفي في 19 ديسمبر 1819 في نفس البلد. حزبياً، نشط في الحزب الفيدرالي الأمريكي. وقد انتخب عضو مجلس النواب الأمريكي وانتخب عضو مجلس الشيوخ الأمريكي عن دائرة ديلاوير.